# Dan White
Dan White (2. září 1946 – 21. října 1985) byl americký politik, který od ledna do listopadu 1978 působil v San Francisco Board of Supervisors. Narodil se jako druhý z devíti sourozenců do rodiny irského původu v Long Beach. V roce 1965 nastoupil do armády a v letech 1969 až 1970 sloužil ve vietnamské válce. Později pracoval jako ochranka na střední škole v Anchorage a roku 1972 se vrátil do Kalifornie. Dne 27. listopadu 1978 zavraždil sanfranciského starostu George Mosconeho a zastupitele Harveyho Milka. Následně byl odsouzen na sedm let ve vězení, avšak již po pěti letech byl propuštěn. Necelé dva roky po propuštění spáchal ve své garáži sebevraždu otravou oxidem uhelnatým.